# Archibugio
L'archibugio è un'antica arma da fuoco portatile ad avancarica.
Il termine "archibugio" (hacuebuche in lingua francese), intrusione delle parole "arco" e "buco", potrebbe derivare dal vocabolo in lingua olandese hace-bus ("scatola con uncino"), o più verosimilmente dal tedesco "Haken Büchs" (bocca da fuoco ad uncino), anche se, come ipotizzato da Angelo Angelucci nell'Ottocento, il termine dovrebbe essere di origine italiana arcobuso. In letteratura storica, si legge talvolta di "arcobusi da foco". Il Manzoni, al cap. XVI del suo romanzo I Promessi Sposi, descrivendo la "rivolta del pane" del 1628, cita testualmente «[…] una bella fila di micheletti, con gli archibusi spianati, per riceverli come si meritavano».
Esso può essere considerata la prima vera arma da fuoco portatile capace di garantire una certa precisione nel tiro. Evoluzione del più primitivo e pericoloso schioppo, anche noto come "cannone a mano" (handgun in lingua inglese), l'archibugio trovò poi sviluppo nel moschetto, dando origine al fucile moderno.

## Storia

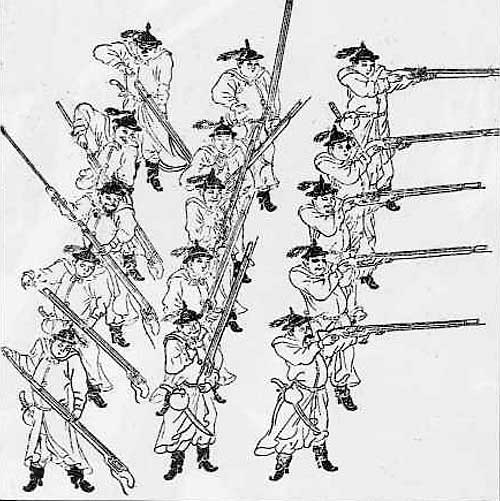
Archibugieri della dinastia Ming

Dopo l'esperienza dello schioppo nel XIV secolo, la prima attestazione certa del termine archibugio risale al 1364, quando il signore di Milano Bernabò Visconti reclutò 70 archibuxoli, anche se forse, in questo caso, il termine archibugio è utilizzato come sinonimo di schioppo, dato che l'archibugio si sviluppò solo nella seconda metà del Quattrocento.
Dopo la metà del XV secolo in molti stati italiani, Ducato di Milano soprattutto, vi erano grosse formazioni di schioppettieri e archibugieri.
Divisioni stabili di archibugieri vennero stipendiate dal Regno d'Ungheria al tempo di Mattia Corvino (1458-1490). Impegnato a contenere la pressione dei turchi ottomani del sultano Maometto II, dilagati in Europa dopo la Caduta di Costantinopoli (1453), Corvino radunò presso di sé il meglio che le diverse truppe di mercenari europei potessero offrire, sia per ciò che concerne la tattica che per ciò che concerne l'avanzamento tecnologico negli armamenti. Come gli archibugieri dei Ming, anche questi soldati erano però ancora poco efficaci contro truppe ben corazzate; risultavano invece molto utili contro truppe di cavalleria o fanteria poco corazzata o priva di scudi. Il buon numero di archibugieri reclutati (1 ogni 4 soldati) ci dimostra però l'importanza riconosciuta dal re ungherese a questo tipo di truppe.

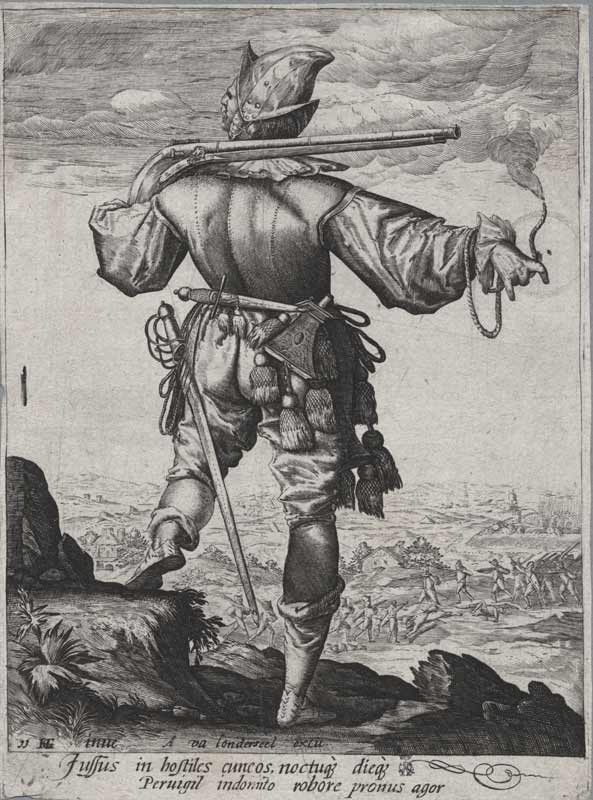
Archibugiere europeo, tardo XVI secolo.

In Europa i primi modelli pare siano stati realizzati in Italia, Spagna e/o Germania nella seconda metà del XV secolo. Durante il XVI secolo l'uso di quest'arma divenne consueto in quasi tutti i campi di battaglia eurasiatici, toccando anche l'Africa ed il Giappone (seconda metà del Cinquecento) grazie alle rotte commerciali battute dai portoghesi.
Gli archibugieri cominciarono ad essere impiegati in massa in Europa durante le Guerre d'Italia tra la Francia, la Spagna ed il Sacro Romano Impero Germanico (tra la fine del XV ed i primi decenni del XVI secolo. Fondamentale divenne lo schieramento Pike and Shot utilizzato dai quadrati di fanteria dei lanzichenecchi e perfezionato dagli spagnoli nel tercio (tercios al plurale): gli archibugieri erano posti a quadrato con al centro un'unità di picchieri: questo permetteva di portarsi a una distanza di tiro utile, poiché nel caso in cui gli archibugieri fossero stati caricati dalla cavalleria essi si rifugiavano dietro alla formazione di picchieri, che erano in grado di respingere i cavalieri sia in virtù della lunga asta in loro possesso, sia grazie allo specifico addestramento. L'archibugio a miccia, diffusissimo tra gli spagnoli, era un'arma ancora molto imprecisa, con un tiro efficace non superiore ai 50 m. Comunque il forte rumore e il fumo avevano un effetto demoralizzante sui soldati avversari.
Fu per la prima volta nella battaglia di Cerignola (1503) che le sorti dello scontro vennero decise da un compatto gruppo di archibugieri. Il successivo esito della battaglia di Pavia (1525), ove il fuoco costante degli archibugieri spagnoli e tedeschi, trinceratisi in posizione coperta presso un piccolo corso d'acqua, fece strage della cavalleria pesante francese portando alla cattura dello stesso re Francesco I di Francia, sancì l'avvento dell'era delle armi da fuoco sui campi di battaglia europei.
Dall'Ungheria, i reparti di archibugieri si diffusero anche verso l'Europa orientale. La presenza di truppe specializzate nell'uso dell'archibugio nell'esercito della Moscovia data al XVI secolo. Corpi speciali di archibugieri a cavallo, i pishchal'niki, militarono sotto il Granduca di Mosca nella presa di Pskov (1510), Smolensk (1512) ed ancora nel 1545. L'uso dell'archibugio tra le truppe della Confederazione Polacco-Lituana divenne invece obbligatorio solo durante il XVII secolo.
Il predominio della Spagna nelle colonie del Nuovo Mondo e la successiva annessione del Regno del Portogallo (1580) diffuse l'archibugio anche nelle Americhe ed in Africa. Hernán Cortés aveva con sé alcuni archibugi durante le sue spedizioni in Messico negli Anni '20 del Cinquecento. Fondamentale fu il ruolo giocato dagli archibugi nelle battaglie di Cristóvão da Gama in Etiopia nel 1541-1542.
L'impero ottomano, impegnato in una guerra costante contro gli Asburgo negli anni antecedenti al trattato di Gran Varadino (1538), armò di archibugio i suoi migliori fantaccini, i giannizzeri: al tempo del sultano Solimano il Magnifico (1520-1566), i giannizzeri erano rigorosamente armati di archibugio (all'assedio di Malta, nel 1565, i turchi usavano archibugi tedeschi a canna lunga). Archibugi vennero utilizzati anche nella battaglia di Tondibi (1590) che decretò la sconfitta dell'Impero Songhai da parte dei Saadi del Marocco.

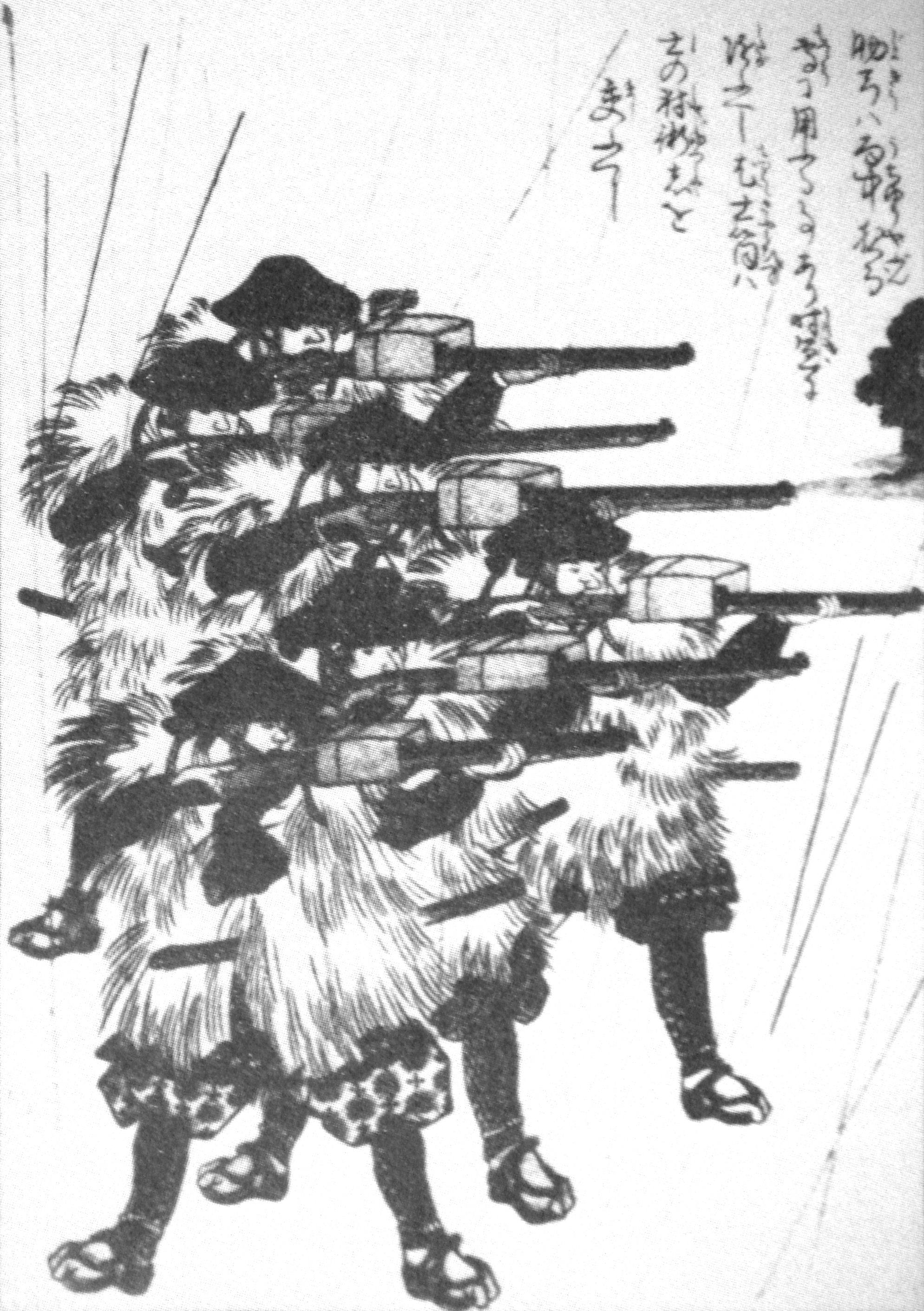
Archibugieri-Samurai equipaggiati per azioni anfibie.

Nel 1543 circa, l'archibugio venne introdotto per la prima volta in Giappone da Fernão Mendes Pinto e alcuni suoi compagni, naufragati accidentalmente sull'isola di Tanegashima, isola a sud di Kyūshū, terra del clan Shimazu. Entro il 1550, numerose copie degli archibugi portoghesi, note come Tanegashima-teppō (lett. "Bastone di legno di Tanegashima") erano già state prodotte e si erano diffuse sui campi di battaglia giapponesi. Nella Battaglia di Nagashino (1575), Oda Nobunaga ricorse in modo massiccio agli archibugieri: divise la truppa in tiratori e caricatori ed affidò ad ogni coppia tre archibugi. Una volta affermatosi il regime dello Shōgun Tokugawa, la produzione e l'uso delle armi da fuoco vennero fatti oggetto di un rigoroso controllo statale ma certamente non di un bando, come invece aveva inizialmente portato a supporre la visione spesso troppo romantica dell'età dei samurai. Proprio in quegli anni si sviluppò in Giappone un'arte marziale precipua per le armi da fuoco, lo hōjutsu.
Il successo dell'archibugio spinse allo sviluppo di nuove armi da fuoco. Mentre si originavano le prime pistole, banco di prova del nuovo meccanismo d'accensione basato sull'acciarino "a ruota" (v. pistola a ruota), gli archibugi venivano allungati ed appesantiti nel calibro (fino a 20 mm), ottenendo le prime forme di moschetto, arma destinata solo ai tiratori più robusti che se ne sarebbero obbligatoriamente dovuti servire utilizzando l'apposita forcella d'appoggio. Intorno alla metà del XVI secolo erano ormai disponibili archibugi a ruota ed all'aprirsi del XVII secolo apparvero altre armi ibride, a metà tra l'archibugio e la pistola, come il petrinale ed il terzarolo, rigorosamente azionate "a ruota".
Grande teatro d'evoluzione per le armi da fuoco in generale e gli archibugi in particolare fu il conflitto che vide i ribelli olandesi opporsi all'esercito spagnolo, la guerra degli ottant'anni (1568-1648). Mentre ambo le parti cercavano di apportare migliorie tecnologiche alle loro armi (tenendo comunque presente che, migliorie della linea a parte, i tercios continuarono a servirsi dell'archibugio a miccia sino alla battaglia di Rocroi del 1643), si sperimentavano nuove tattiche per impiegare al meglio le armi da fuoco. Nella Battaglia di Nieuwpoort (1600), per esempio, Maurizio di Nassau cercò di vanificare la tattica Pike and Shot degli spagnoli trincerando la propria fanteria al fianco dell'artiglieria ed affidando l'esito dello scontro alle cariche della cavalleria pesante; lo scontro si chiuse però sostanzialmente con un nulla di fatto costato oltre 5000 vite umane. Più innovative furono invece le tattiche di Gustavo II Adolfo di Svezia che, nella guerra dei trent'anni, dimostrò la validità di un modello bellico basato sull'uso di battaglioni specializzati (moschettieri, corazzieri ed artiglieri) contro i vecchi modelli misti come il tercio. Proprio questo bisogno di tiratori sempre più specializzati, dotati di armi tecnologicamente all'avanguardia, spinse in favore del sempre più moderno moschetto a discapito dell'archibugio che conservò il fascino di oggetto ricercato come quello di grandi archibugieri come Fauré Le Page. Si distinse la famiglia Chinelli per la fabbricazione degli archibugi tra il XVI secolo e il XIX secolo.

## Caratteristiche tecniche
Era un'arma ad avancarica, a canna liscia, di calibro compreso tra i 15 ed i 18 mm, l'archibugio aveva una gittata utile limitata a circa 50 m a causa dei rimbalzi che il proiettile subiva contro le pareti della canna liscia e che imprimevano a quest'ultimo una traiettoria piuttosto erratica.

### Costruzione
Oltre a leggere differenze nella linea estetica, caratteristica distintiva dell'archibugio rispetto al primitivo scoppietto fu l'introduzione di un meccanismo d'accensione, azionato da un grilletto. La sequenza di tiro divenne in questo modo l'attuale carico-miro-sparo e non più carico-direziono-sparo come avveniva con i cannoni a mano diffusi nella seconda metà del XIV secolo.
Le varie tipologie di archibugio prima e di moschetto poi vennero divise in base al tipo di meccanismo d'accensione.

### Sistema di accensione
Vennero realizzati vari meccanismi di accensione:
- Meccanismo a miccia: sul lato destro dell'arma si trovava la piastra di sparo dove alloggiava il meccanismo formato da uno scodellino (una sorta di piccolo imbuto metallico comunicante con la culatta della canna) e da una serpentina (una sorta di uncino metallico che sosteneva la miccia a lenta combustione) chiamata così per via della forma a serpente (non di rado la serpentina era decorata per ricordare la testa di un serpente o di un drago).
Ecco come avveniva lo sparo: il tiratore poneva della polvere fine nello scodellino e lo richiudeva dopo di che infilava la polvere grossa e la palla di piombo nella canna (anteriormente) pigiando tutto sul fondo con un calcatoio (un'asta di legno, versione rimpicciolita di quella da cannone); al momento dello sparo, dopo l'apertura della protezione dello scodellino, tirando il grilletto, senza alcuno scatto, la serpentina si muoveva verso lo scodellino mettendo a contatto la miccia accesa con la polvere fina: questa si incendiava e trasmetteva il fuoco alla polvere grossa nella culatta; a sua volta questa polvere esplodendo proiettava la palla lungo la canna e fuori da fucile.

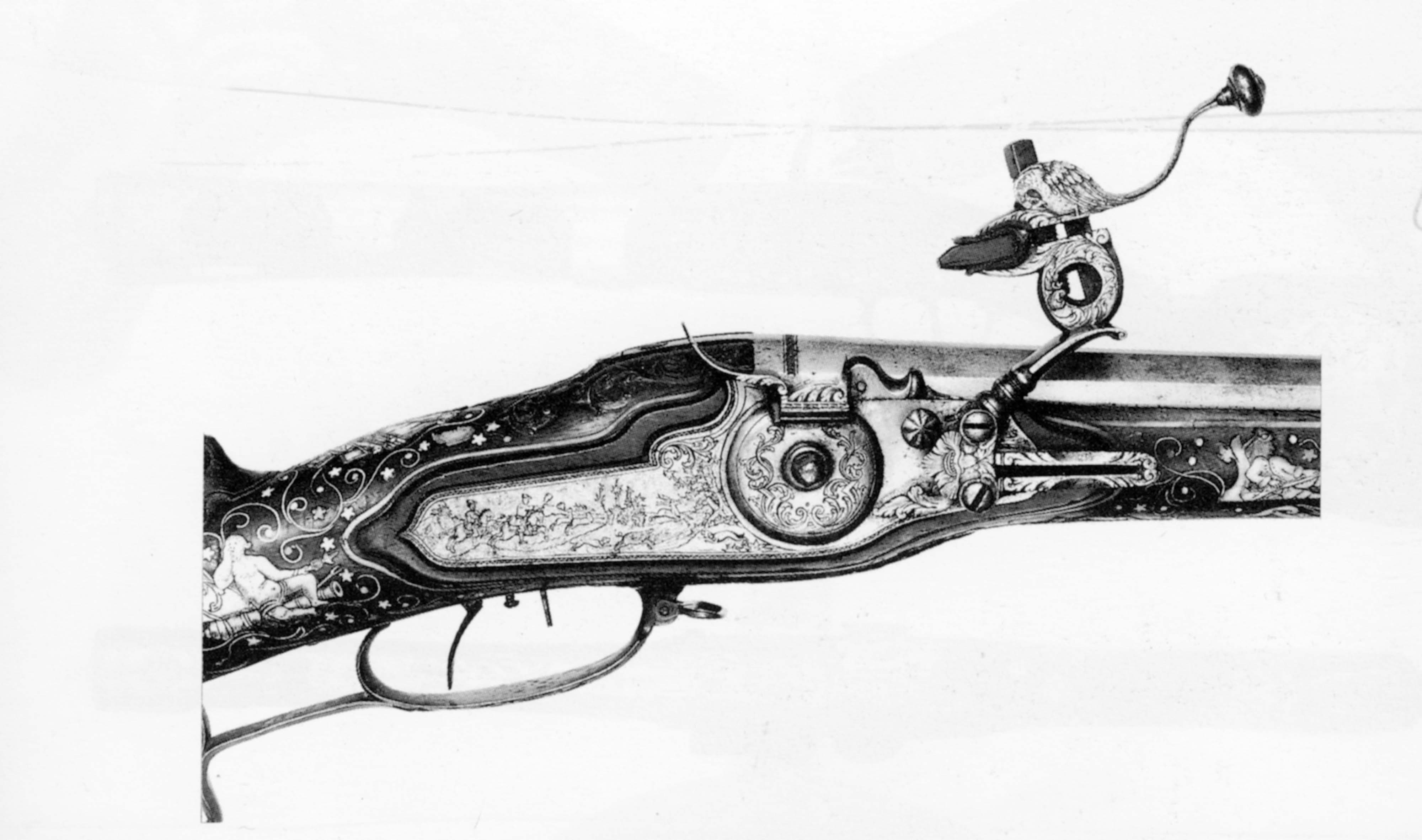
Archibuso rigato a ruota, Turingia, c. 1720-1730, Galleria Parmeggiani

- Archibuso rigato a ruota, Turingia, c. 1720-1730, Galleria ParmeggianiMeccanismo a ruota: simile ad un moderno accendino, il meccanismo a ruota era formato da una grossa molla che, caricata con un'apposita chiave, al momento dello sparo metteva in movimento una ruota zigrinata che sfregando contro un pezzo di pirite generava scintille accendendo la polvere fine (polverino) contenuta nello scodellino, che a sua volta innescava, attraverso il focone, lo scoppio della polvere nera nella culatta dell'arma. Questo meccanismo venne usato sulle prime pistole e solo successivamente adottato da archibugi e moschetti; era comunque delicato e molto costoso e quindi inadatto per impieghi militari: fu molto utilizzato in armi ibride, a metà tra archibugio e pistola, come il petrinale o il terzarolo, destinate alle nuove forze di cavalleria pesante come i Reiter ed i corazzieri.

La successiva evoluzione del meccanismo d'accensione, il "meccanismo a pietra focaia", prese piede verso la fine del XVII secolo ed interessò sostanzialmente i moschetti e non più gli ormai dismessi archibugi.

### Confronto con l'arco lungo

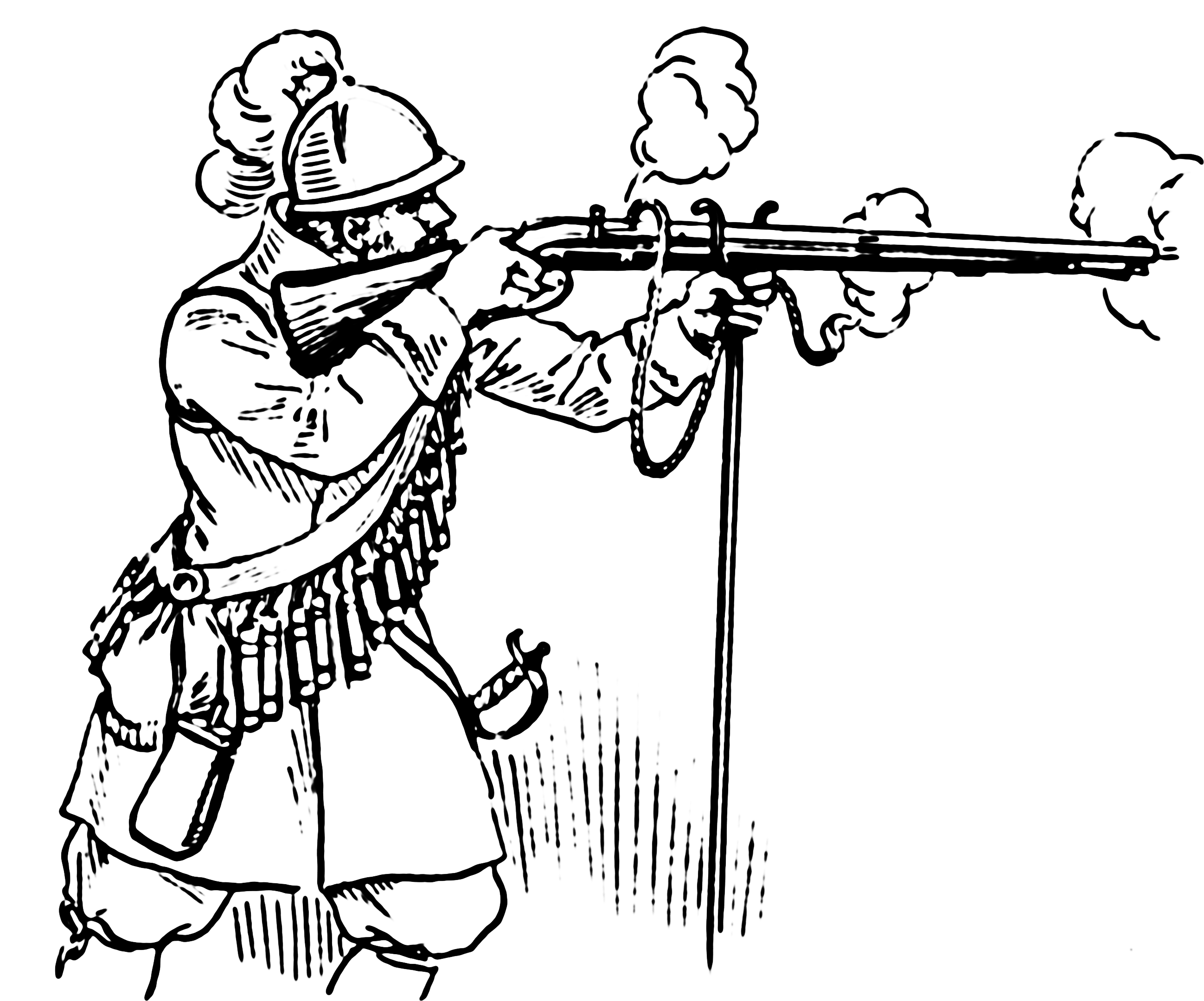
Disegno che raffigura un archibugiere mentre spara

Rispetto all'arco longbow, dominatore della guerra dei cent'anni, l'archibugio aveva alcuni difetti:
1. una gittata utile di 50 m, dove il longbow superava i 200;
2. una cadenza di fuoco di 1-2 colpi al minuto, mentre l'arco poteva arrivare a 10-12.

Ma l'archibugio aveva un vantaggio che ne decretò il successo sui campi di battaglia: una facilità di utilizzo tale che un soldato poteva apprenderne l'uso in due settimane laddove l'arco richiedeva un esercizio di anni (in Inghilterra vi era una legge che obbligava ogni contadino a fare una pratica giornaliera di tiro con il Long Bow).
I vantaggi non si esaurivano qui: l'arco lungo richiedeva una grande forza per essere teso, dalle 100 alle 160 libbre inglesi per ogni flessione, ciò significava uno sforzo notevolissimo per l'arciere durante un combattimento prolungato e limitava la capacità di tirare efficacemente con l'arco solo alle persone fisicamente prestanti, l'archibugio al contrario poteva essere utilizzato a prescindere dalla forza fisica, l'arma anzi si surriscaldava molto prima che il soldato fosse spossato dal rinculo.
In secondo luogo le ferite da proiettile erano più dannose, spingendo all'interno del corpo parti dei vestiti e frantumando le ossa, quindi una ferita d'archibugio era peggiore di una ferita da freccia, relativamente pulita (esistevano frecce con barbagli appuntiti anti estrazione, ma in tal caso l'arma era praticamente inutile contro un soldato in armatura). Se colpiti le ferite avrebbero potuto sviluppare la gangrena, più facilmente evitabile in caso di ferita da freccia.

### Sequenza di tiro
Ricostruzione di una sequenza di tiro con pesante archibugio a miccia, praticamente un primitivo moschetto.

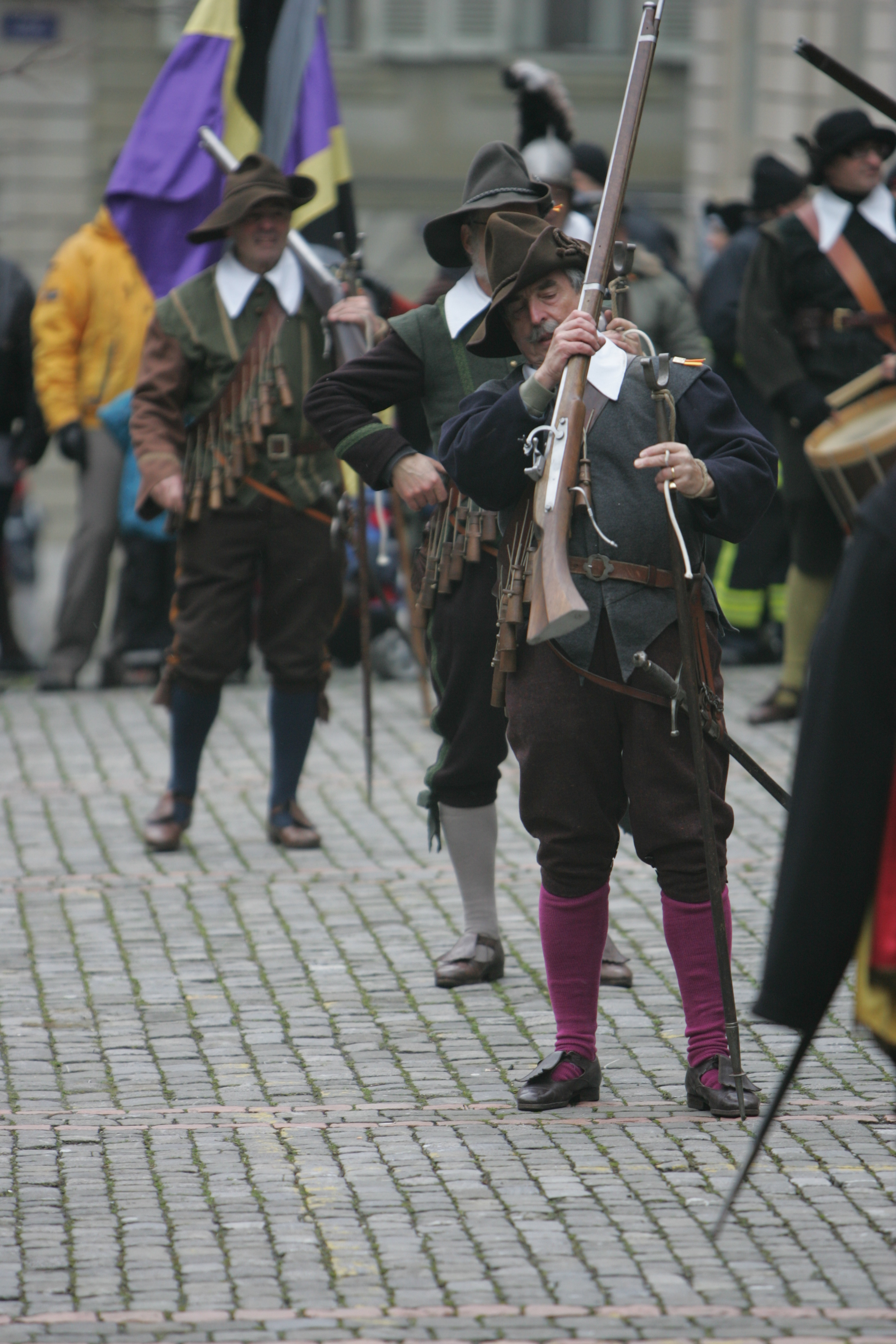
L'arma viene posizionata nella forcella
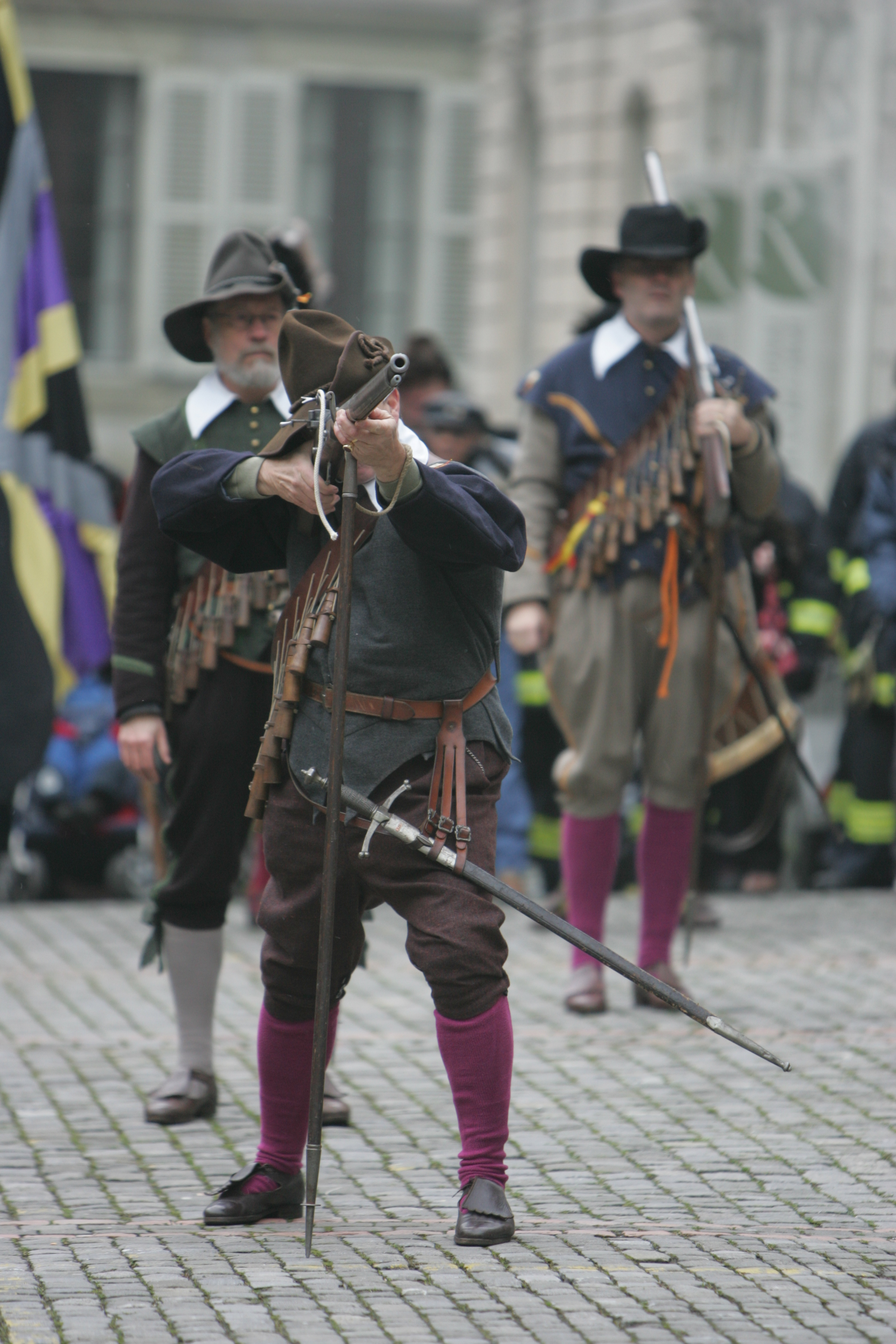
Il tiratore arma il colpo, mira e preme il grilletto
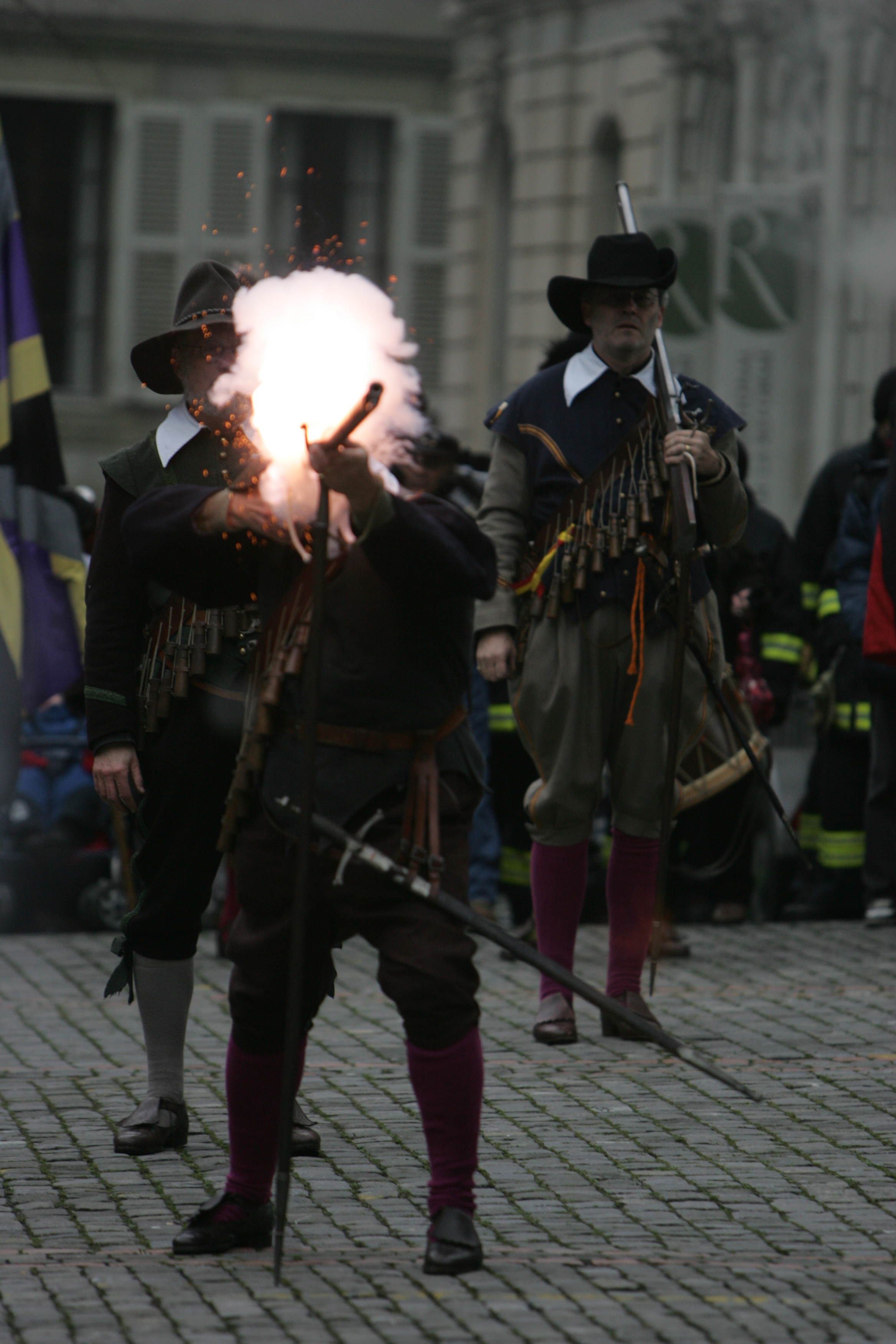
La miccia fa brillare il propellente
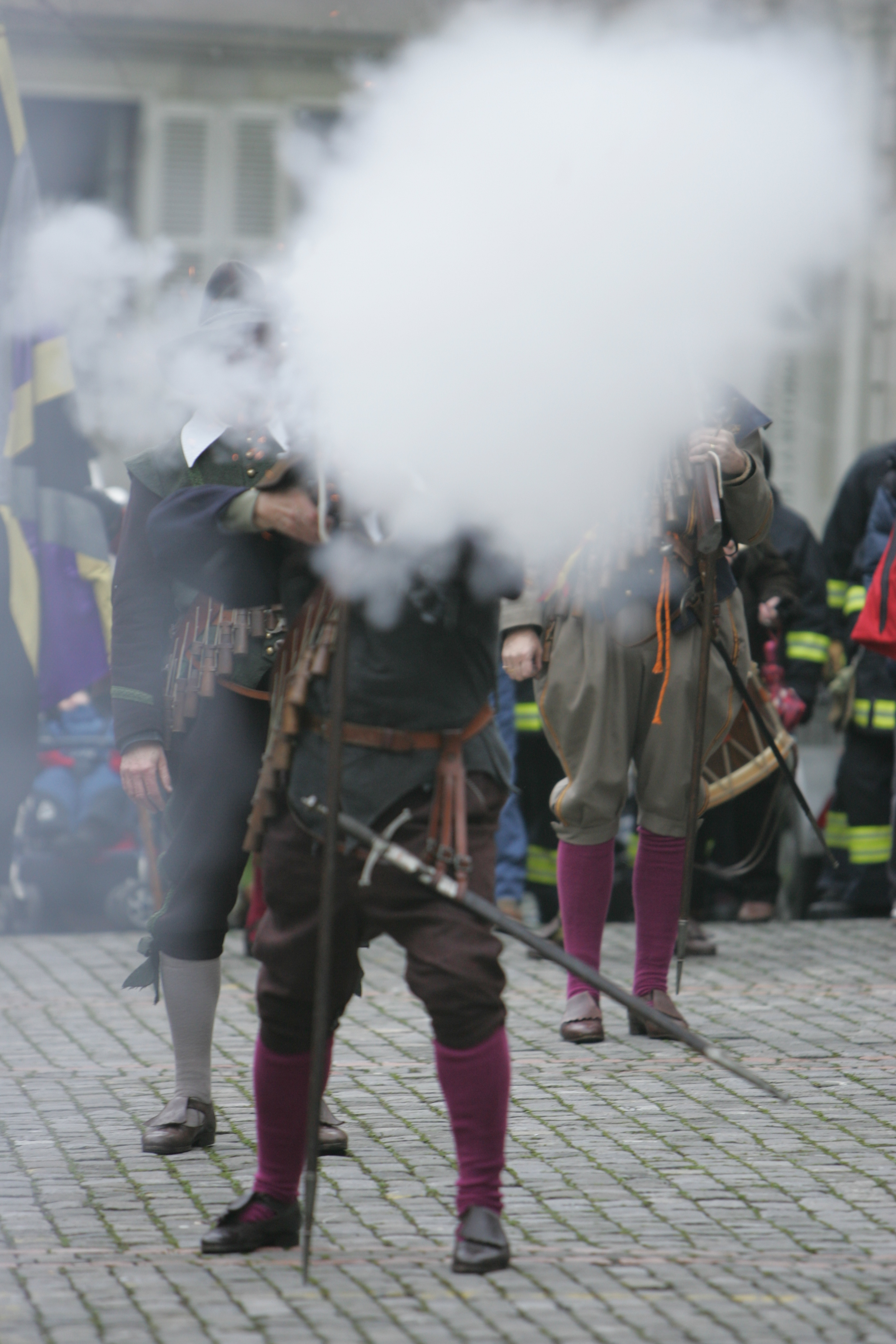
Detonazione del propellente e fuoriuscita del proiettile

### Galleria d'immagini

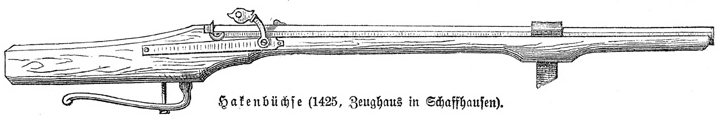
Archibugio tedesco, ca. 1450
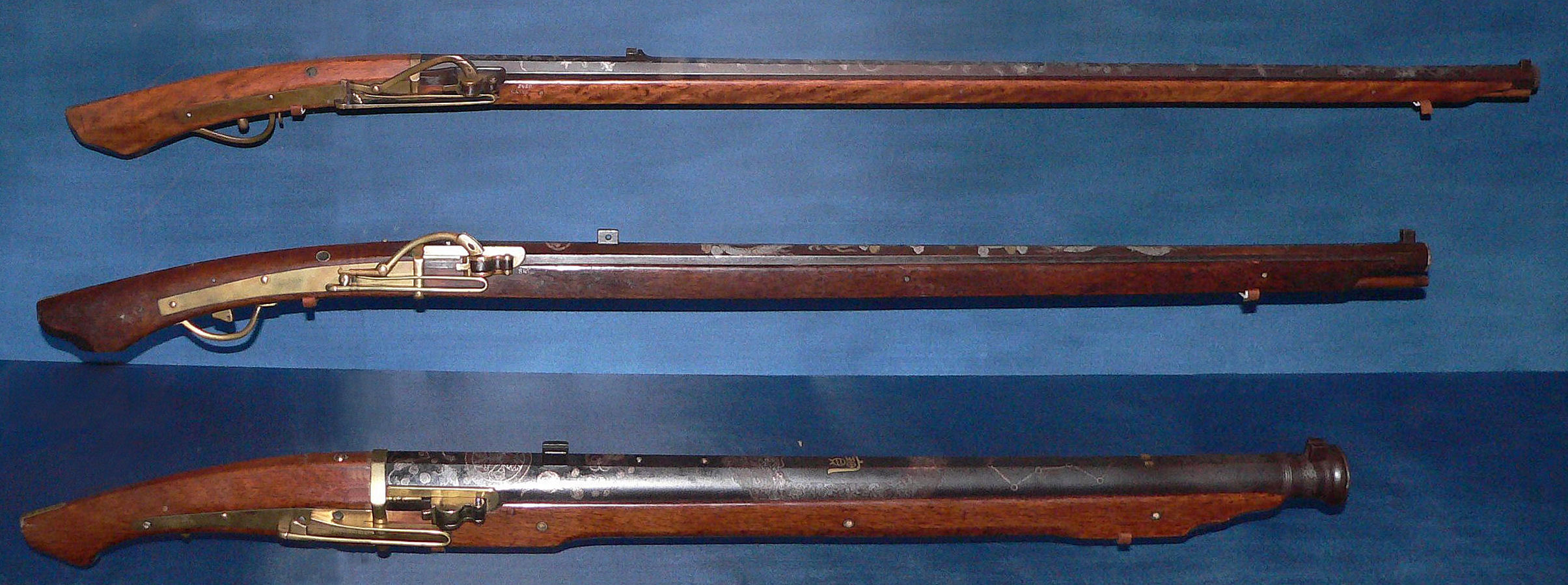
Archibugi giapponesi, XVI secolo
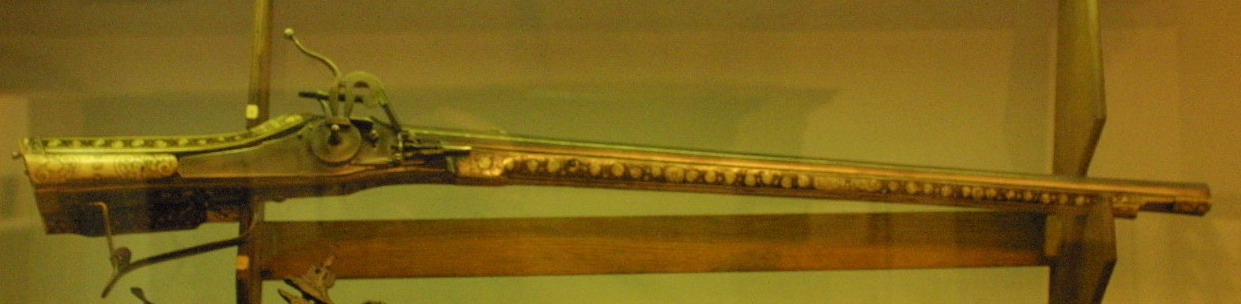
Archibugio europeo, XVI-XVII secolo
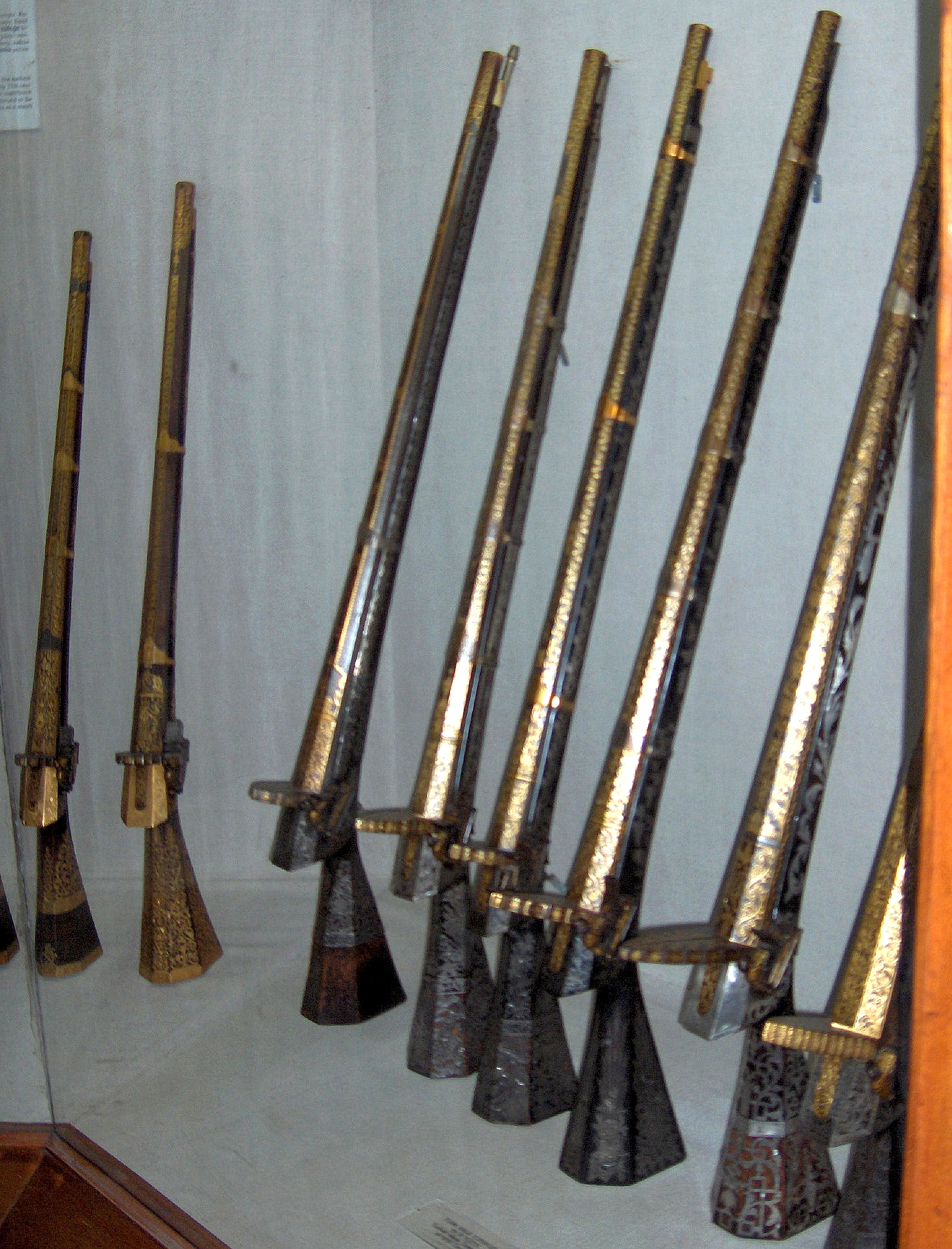
Archibugi turchi, XVII secolo
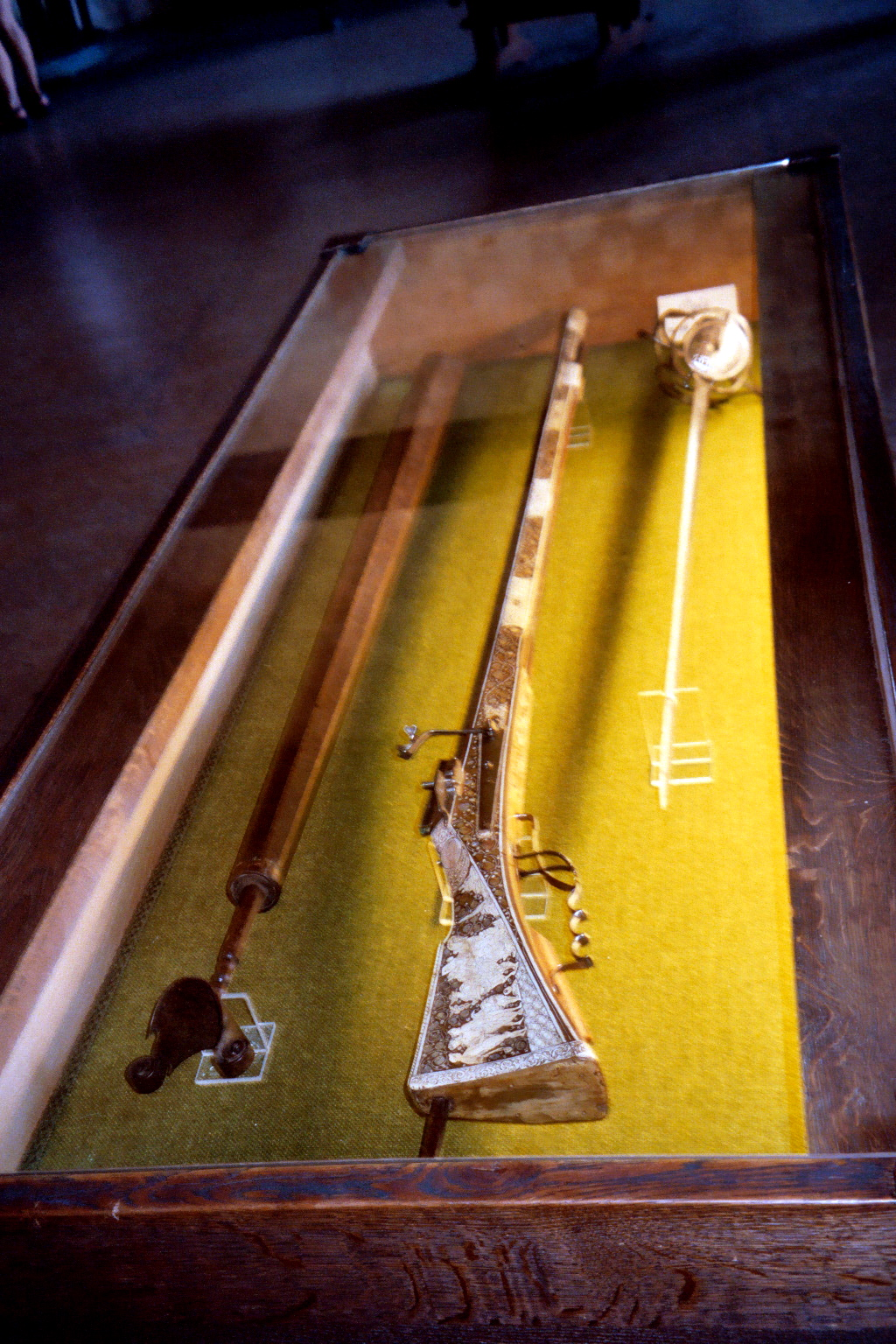
Archibugio a ruota francese, XVII secolo
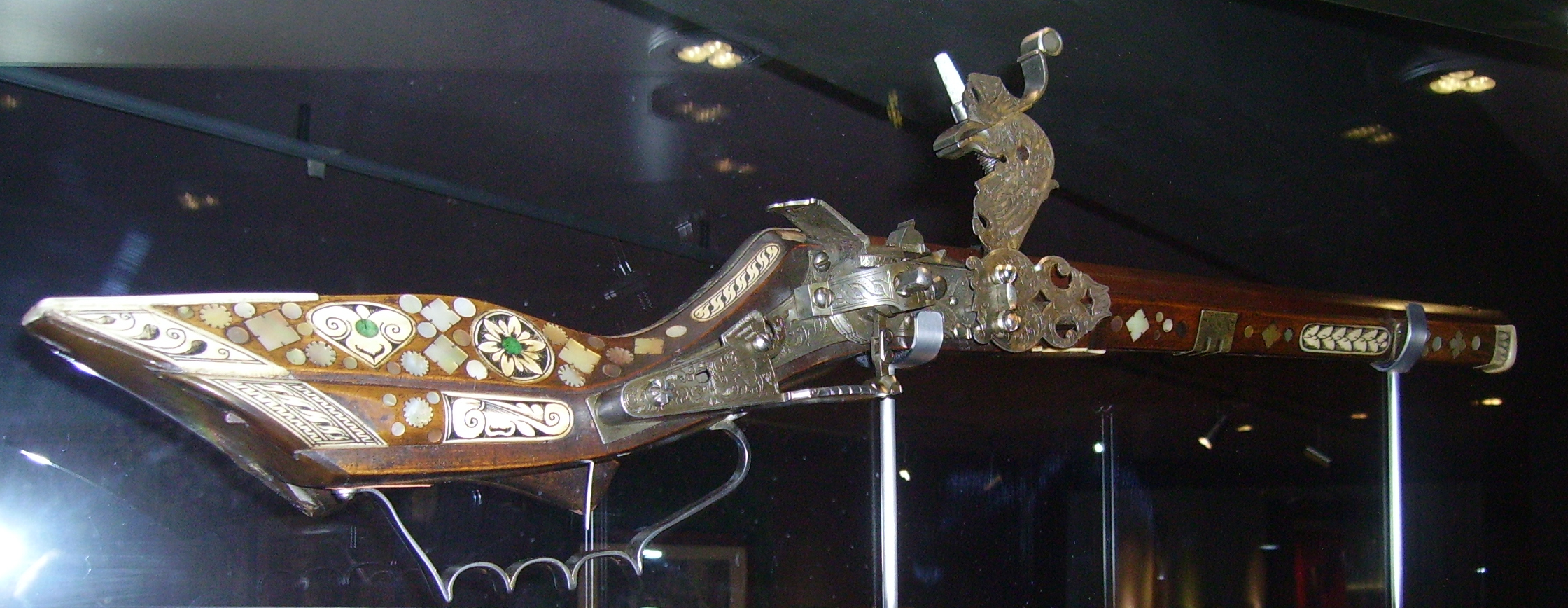
Archibugio a ruota tedesco, XVII secolo
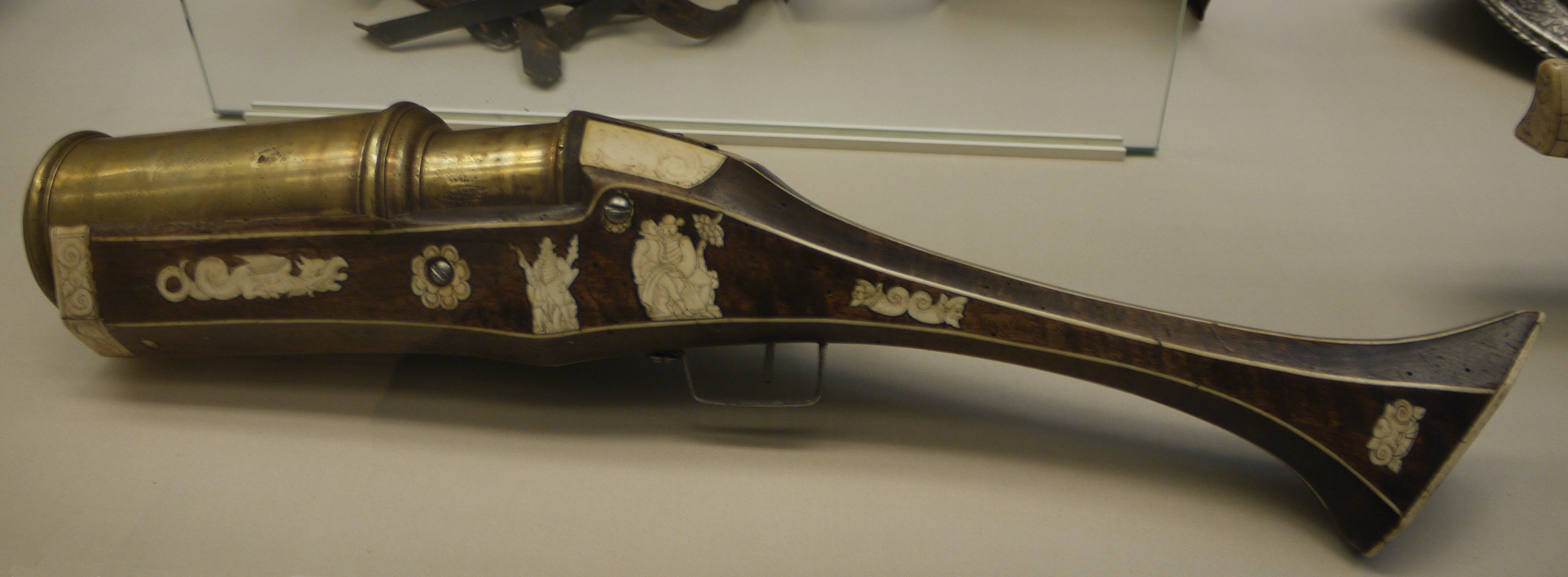
Archibugio-Mortaio, 1590